# Фитра
Фи́тра (араб. فِطْرة‎) — в исламе первозданное естество человека, идея человека; человек в его наилучших возможностях. Противопоставляется нафсу — животной природе в человеке. Фитра аналогична энтелехии Аристотеля. Человек, реализовавший свою фитру, в суфизме получил название «инсан ал-камил».

«Каждый человек рождается в своём естественном состоянии (фитра), и только потом его родители делают из него иудея, христианина или огнепоклонника» («Сахих» аль-Бухари, том 2, книга 23, хадис 441).
Согласно хадису пророка Мухаммада, в фитру входят пять вещей: обрезание, бритье [волос] в паху, выщипывание волос подмышками, подстригание ногтей и подстригание усов.

## Этимология
Это слово образовано от корня Ф-Т-Р. От этого же корня образовано и слово «фатр» — изобретение; начинание. Что же касается слова «фитра», то оно обозначает собой состояние, иными словами, «фитра» — есть пребывание в состоянии естественной предрасположенности.